# M242巨蝮式鏈炮
M242巨蝮式鏈炮（英語：M242 Bushmaster）是一款由美国武器製造商麦克唐纳-道格拉斯公司（麥道）所研製、目前由阿連特科技系統公司（簡稱：ATK）所生產的鏈炮，发射25×137毫米北約口徑機炮炮彈。
該鏈炮獲美國軍隊、以及北約和其他一些國家的軍隊的地面作戰車輛和船隻所廣泛應用。該武器本來由麥克唐納·道格拉斯公司（後來被波音公司收購）所設計和生產；但現在它已經交由美國亞利桑那州梅薩市的阿連特科技系統公司（ATK）所生產。
這是一門可以半自動或全自動模式射擊的电动机（外力）供電、鏈條驅動式單管武器。它是由一條金屬製連結式彈鏈供彈，並具有雙向輸彈槽使其能夠左右兩邊同時供彈。“鏈槍／炮”這個術語源於該類型的機炮使用鏈條來回地驅動槍機。該機炮可以摧毀輕型裝甲車輛和空中目標（例如直升機和低速飛行的飛機）。它亦可用以壓制敵軍陣地，例如暴露於掩體以外的部隊、被挖入深處的位置以及被佔領的建成區。該武器的標準射速是180發／分鐘，其有效射程為3,000公尺（3,280.84码，9,842.52英尺，1.86英里），具體取決於所使用的彈藥類型。

## 歷史

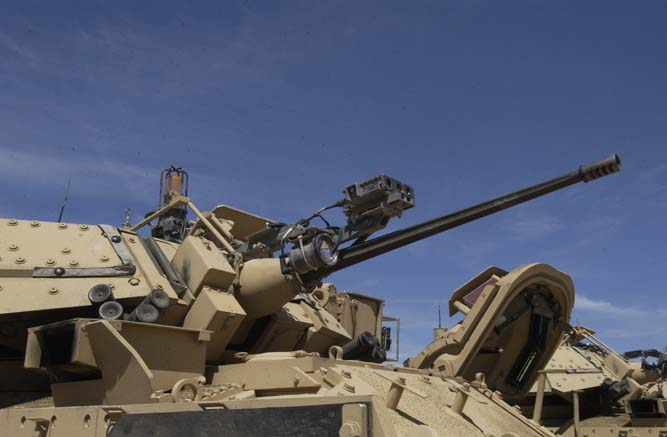
裝在M2布雷德利上的增強型M242（安裝在頂部的金屬盒和聚光燈為多路集成激光工作系統（MILES）訓練附件，而非機炮系統的一部分）。注意其凹槽炮管。

巨蝮計劃是跟隨著美国陆军的MICV-65計劃一起開始的分支計劃，試圖引進一款新型步兵戰車，以取代現有的M113装甲运兵车系列。這項計劃的部分被稱為新型偵察車以取代M114，並在XM800裝甲偵察車以下作並行研製。XM800和XM701步兵戰車的騎兵戰車部隊版本都配備了M139，一門伊斯帕諾-西扎HS.820 20毫米機炮的美國生產版本。
在測試階段期間，美國陸軍最終拒絕了XM701，並開始了一個被命名為XM723的比較新型設計的工作。不久以後，XM800也被拒絕了。這導致了兩個方案相結合，偵察車的角色轉移到騎兵戰車版XM723。
同時，M139機炮的表現被證明令人失望，休斯飛機公司於1972年開始投得一份名為車輛速射武器系統-繼任者（英語：Vehicle Rapid-Fire Weapons System-Successor，簡稱：VRFWS-S）的新型武器合同用以將M139機炮取代。這基本上是一門外部動力驅動的機炮，發射類似HS.820的彈藥，外力驅動機構能確保即使是在不發火的情況下仍可正常操作。。
由於VRFWS-S合同的進展緩慢，最終導致其切換為一款火力更為強大的25毫米的機炮炮彈。而在MICV計劃方面亦出現了類似的延誤，意味著最終的車輛從他們的努力下，M2／M3布雷德利步兵戰車，並沒有進入生產，直到1981年的時候巨蝮式機砲已經成熟。自1990年以來，該武器已經經歷過多次的改進，並在最終成為增強型25毫米機炮。
至目前為止，超過10,500門巨蝮式機砲正在服役。其中一個如此受歡迎的主要原因，是該武器極為可靠。巨蝮式機砲的故障平均發數（英語：Mean Rounds Between Failure，簡稱：MRBF）為22,000發，遠高於許多同類可比較的武器。

## 簡介

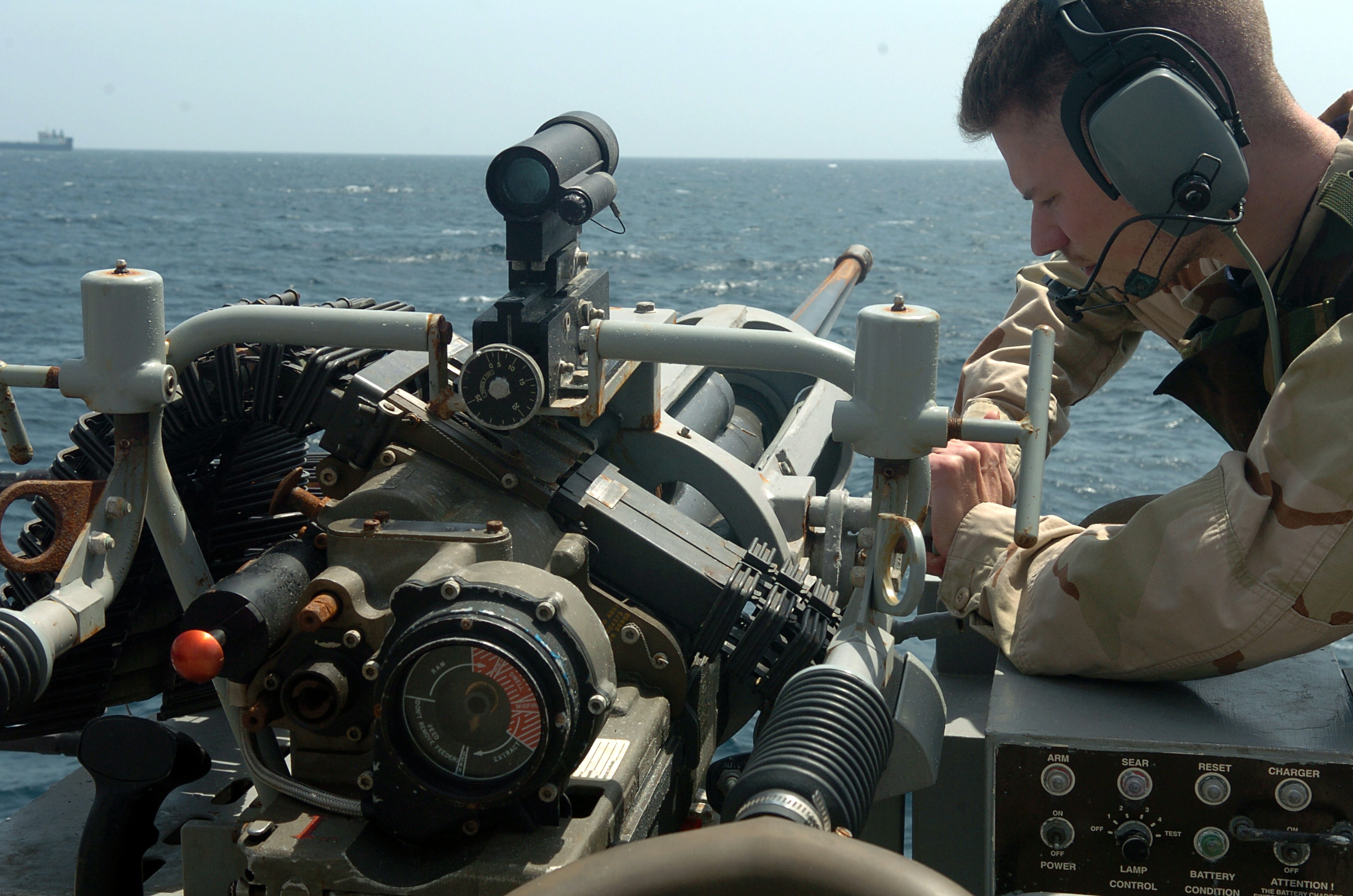
Mk 38海軍型的特寫。

與大部分自動火器不同，M242並不依賴於高壓火藥燃氣或後座力來驅動其射擊系統。相反，它使用了位於機匣之中的1馬力（0.75千瓦）直流電电动机，以驅動鏈條和雙向供彈系統。此系統使用鏈輪齒和抽殼鈎凹槽，使每發炮彈完成供彈、裝填、上膛、發射、退殼以及拋殼的循環。離合器系統提供了一個備用鏈輪以嚙合，從而使炮手可在穿甲彈和高爆彈兩種彈藥之間進行切換。
該武器是由三個部分的組件所組成：炮管組件、供彈器組件和機匣組件。由三個部分組成的結構可以使它由兩個人的團隊來安裝或是拆卸系統（在理想條件下），儘管它的總重量是相當大的。
M242武器系統同時具有電動和手動操作發射控制，可以電動或手動操作。在這樣做時，炮手可以選擇三種發射速率：
1. 半自動單發射擊，炮手可以盡可能地快速操作扳機進行射擊；
2. 低射速全自動射擊，該武器以100發／分鐘，增加或減少15發的速度射擊；和
3. 高速率全自動射擊，該武器以200發／分鐘，增加或減少15發的速度射擊。

## 彈藥

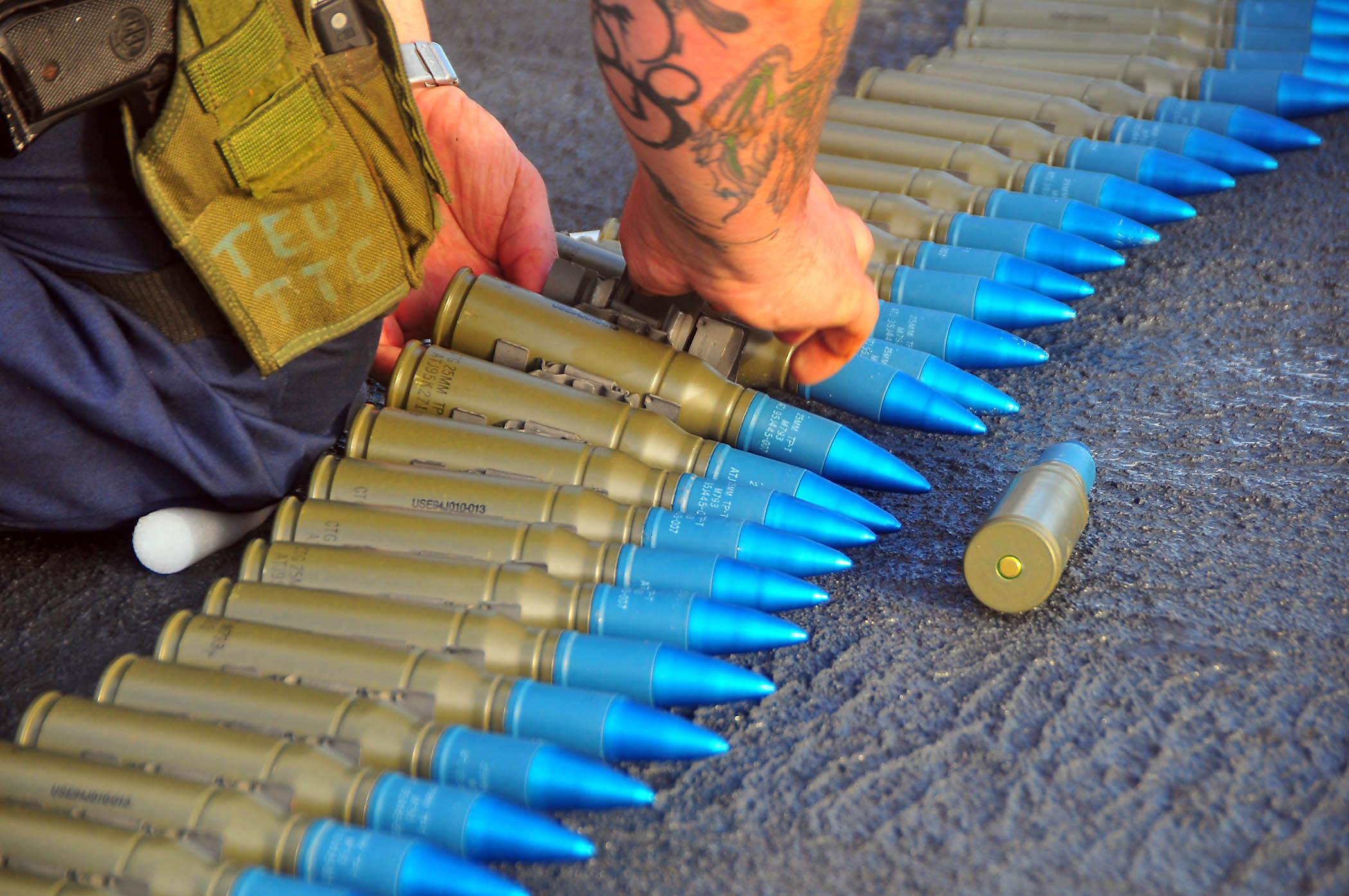
檢查Mk 38的M793打靶訓練曳光彈（TP-T）。

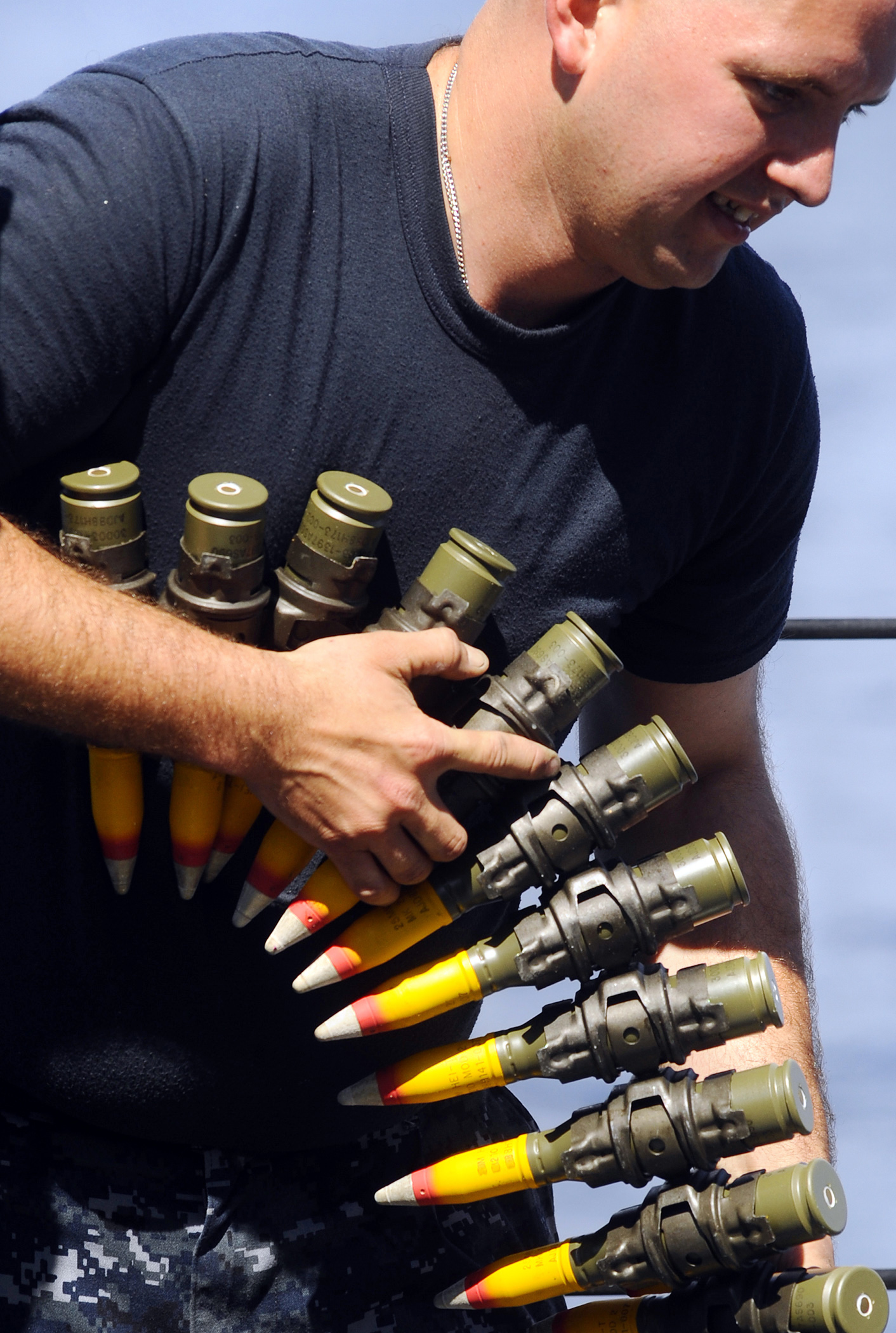
Mk 210高爆燃燒曳光彈（HEI-T）。

這種武器使用出各式各樣已經為其研製的彈藥，它有能力擊毀它很有可能會遇到的大部分裝甲戰鬥車輛，包括某些坦克。M242所使用的彈藥，也可以在各種武器如GAU-12「均衡者」、法国GIAT M811，或瑞士厄利孔KBA武器系統上使用。它有能力發射美國製造的彈藥以及於北約之中相若的彈藥。儘管如此，它主要發射六種類型的彈藥：M791、M792、M793、M910、MK210和M919。
1. M791脫殼穿甲曳光彈（APDS-T）
  - 570萬發生產
  - 脫殼穿甲曳光彈能夠貫穿輕型裝甲車輛、自行火砲，或是空中目標如直升機和各種慢速飛行的固定翼飛機。
2. M792高爆燃燒（英语：High-explosive incendiary）曳光自我毀滅彈（HEI-T）
  - 550萬發生產
  - 高爆燃燒曳光自我毀滅彈可以摧毀最大有效射程2,200公尺（2,405.95码，7,217.85英尺）以內的無裝甲車輛和直升機和壓制反坦克飛彈陣地和敵軍班隊。
3. M793打靶訓練曳光彈（TP-T）
  - 1,150萬發生產
  - TP-T炮彈是固定式，敲擊底火式訓練彈，彈道與高爆燃燒曳光自我毀滅彈（HEI-T Mk 210）相匹配。打靶訓練曳光彈的曳光藥劑可遠至2,000 米外看見，而炮彈則由於精度有限，最大有效射程為1,600公尺（1,749.78码，5,249.34英尺）
4. M910脫殼打靶訓練曳光彈（TPDS-T）
  - 脫殼打靶訓練曳光彈使用了與M791脫殼穿甲曳光彈相同的飛行模式。脫殼打靶訓練曳光彈讓部隊更切實地訓練如何使用脫殼炮彈戰鬥。
5. Mk 210高爆燃燒曳光彈（HEI-T）
  - 228,000發生產
  - 被美國海軍在他們的Mk 38海軍武器系統所使用。
6. M919尾翼穩定脫殼穿甲曳光彈（APFSDS-T）
  - 尾翼穩定脫殼穿甲曳光彈能夠貫穿輕型裝甲車輛、自行火砲，或是空中目標如直升機和各種低速飛行的固定翼飛機。鏢型彈體是由貧鈾製造。

## 衍生型
M242目前被美国陆军、海軍、海軍陸戰隊、海岸警衛隊，新西蘭陸軍、皇家海軍，挪威皇家陸軍，西班牙陸軍，瑞士軍隊，加拿大軍隊，澳大利亞陸軍、皇家海軍，以色列海軍，菲律賓海軍，新加坡共和国陆军部队和海軍部隊以及其他幾支軍隊所使用。標準型M242武器系統的廣泛使用導致各式經過若干變化和修改的衍生型的出現。

### 地面車輛
M242是美国陆军M2和M3布雷德利步兵戰車的標準裝備，也正裝在LAV-25上使用。在該計劃被取消以前，巨蝮二式30毫米機砲（M242的後繼機炮）被美国海军陆战队的遠征戰鬥載具（英語：Expeditionary Fighting Vehicle，簡稱：EFV）所採用。
M242也是在世界各地製造的裝甲戰鬥車輛的一款受歡迎的主要武器的選擇，例如新加坡比奧尼克斯步兵戰車和在升級以後的M113A2超級步兵戰車上安裝的拉斐爾OWS-25遙控武器系統。

### 增強型25毫米機砲
升級後的武器於1990年開始使用。在這樣做時，三個主要系統和七個次要系統進行了改進。其修改包括開始引進鍍铬內膛炮管、增強的供彈器和增強的機匣。武器系統也得到了次要升級，例如可快速拆卸的鏈接式機匣蓋，更大的後膛組件，高效能砲口制退器，延長的後座力，內置式圓形逆流器，延長擊針和彈簧的使用壽命，和三重彈簧驅動式離合器。它在M2A3布雷德利，M2布雷德利步兵戰車的第三個版本上首次投入使用。

### 海軍
1977年，美國海軍意識到它需要歐瑞康／伊斯帕諾-西扎20毫米口徑Mk 16系列機炮的替代品。在1986年，這一項要求在引進了Mk 38 Mod 0武器系統以後總算是感到滿意。作為M242系統的衍生型號的Mk 38包括了M242機砲本身和Mk 88 Mod 0機槍的接口。它提供了在與各種水面目標交戰時所需的附加型防守及進攻性炮擊能力。由於設計目的主要是作為近距離防守措施，它提供了對巡邏艇、上浮水雷以及各種岸基目標的保護。美國海軍還開發了高射速衍生型，並命名為Mk 46 Mod 0。

### Mk 38 Mod 2
最近，多個美國海軍平台已經配備了一款新型版本，颱風武器系統（簡稱：TWS），並命名為Mk 38 Mod 2。它具有遠程操作和電子光學瞄準鏡、激光測距儀、前視紅外系統以及更可靠的供彈系統，提高了武器系統的能力和精度。2006年，斯里蘭卡海軍引進了M242，並安裝在其艦隊的快速攻擊艇上，取代原來的厄利孔20毫米机炮作為其新型主要武器。
該系統亦被新加坡共和国海军部队的可畏級多功能匿蹤巡防艦和堅忍級兩棲登陸艦所使用，並且分別在伊拉克港口以及在亚丁湾作為聯軍的一部分而部署並且進行保安工作以及反索馬利亞海盗的角色。除此之外，警察海岸保衛處（簡稱：PCG）的新型海岸巡邏艇（英語：New Coastal Patrol Craft，簡稱：NCPC）亦已採用該系統作為其主要武器裝備。

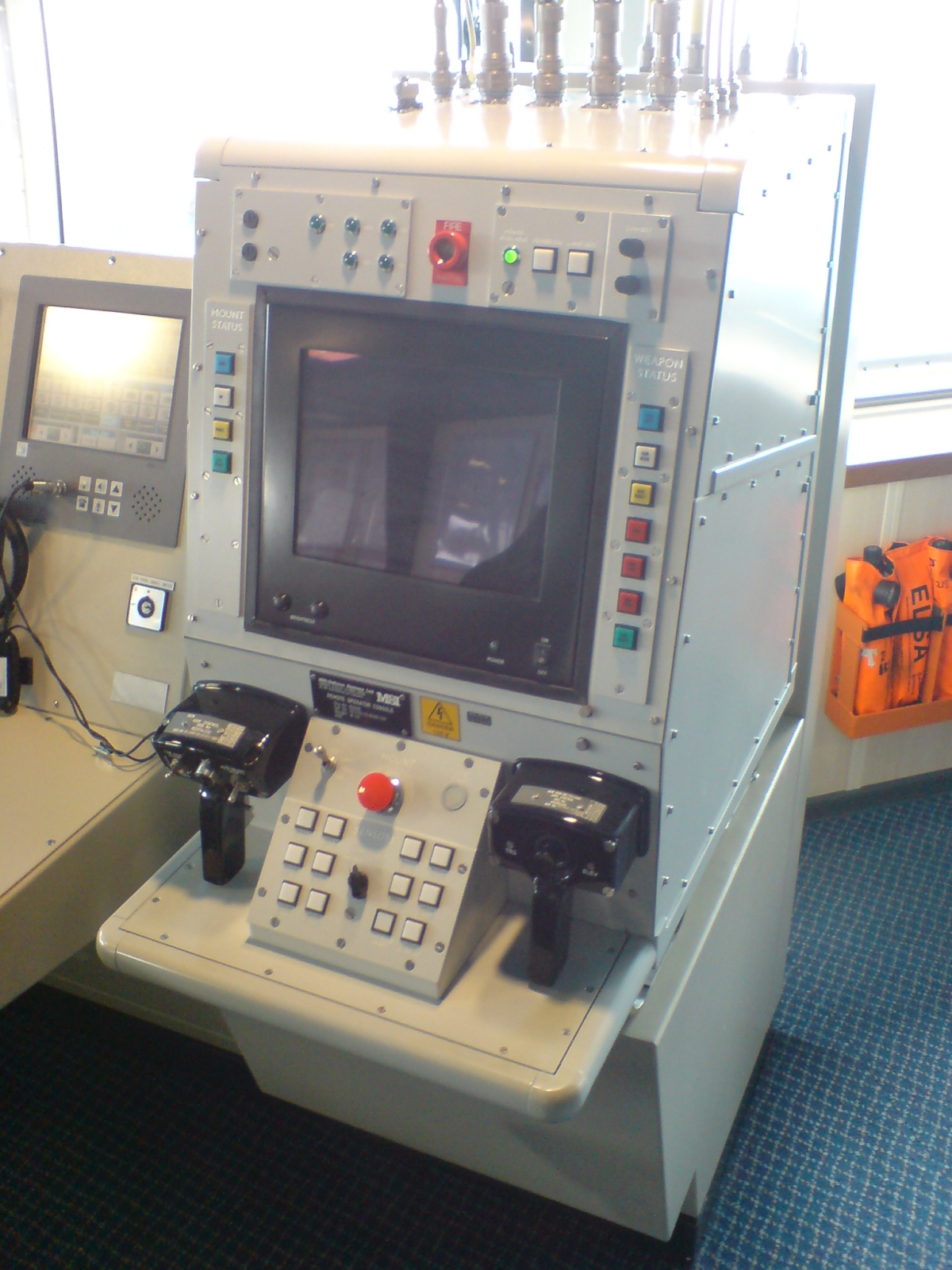
HMNZS坎特伯雷號（L421）（英语：HMNZS Canterbury (L421)）多用途船上的M242的遠程控制武器站。
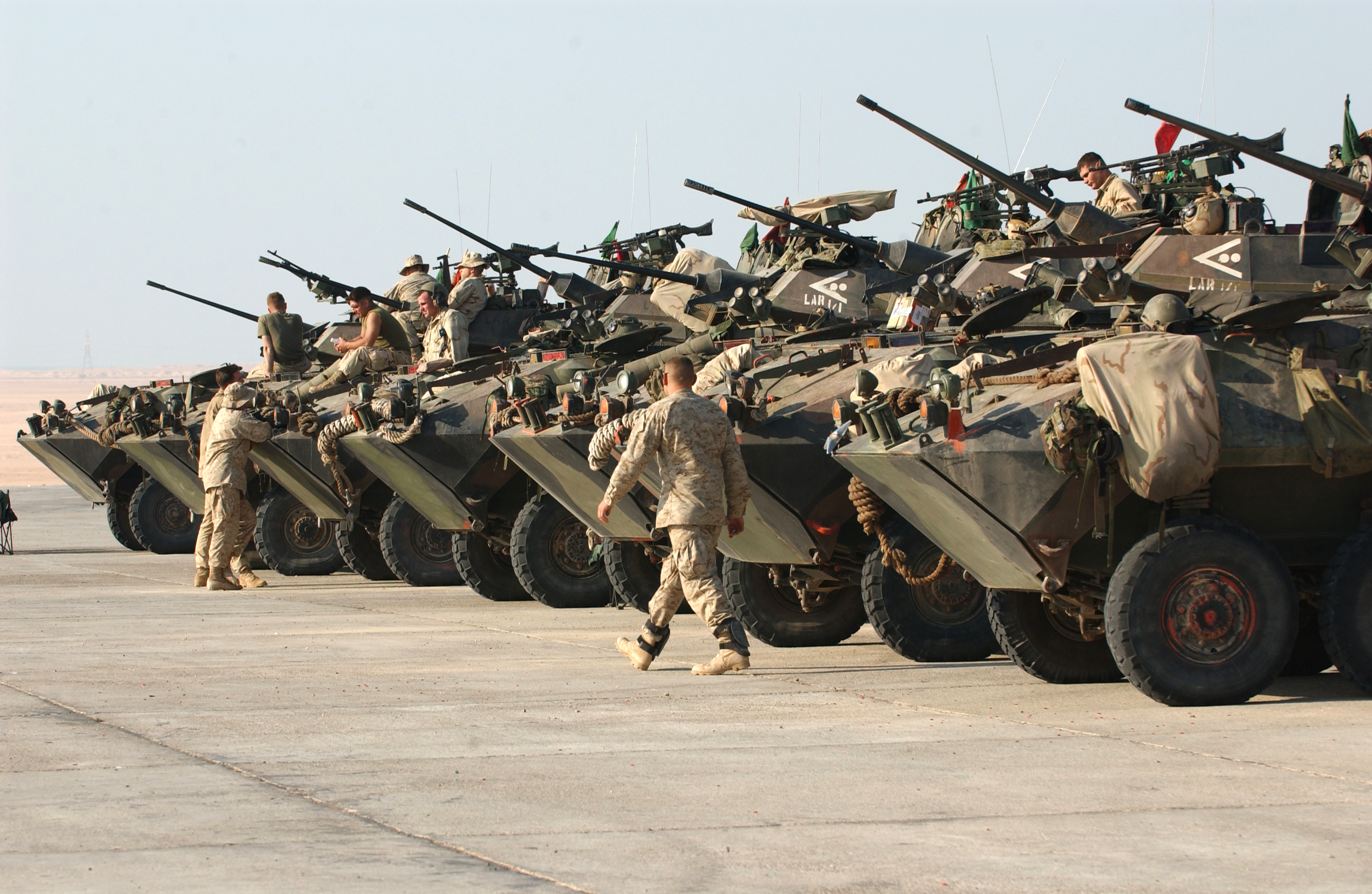
美國海軍陸戰隊的LAV-25。
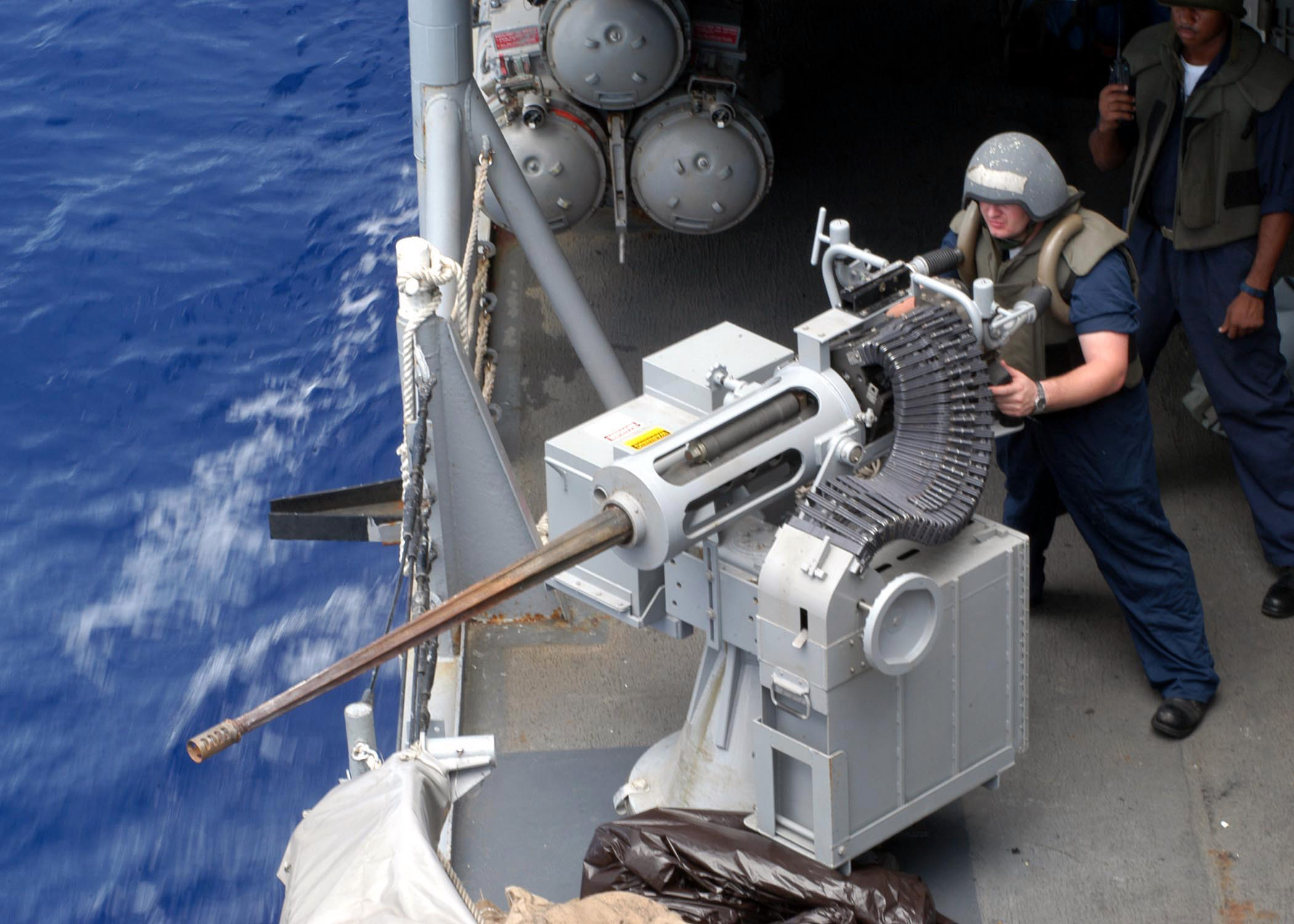
M242具有的一個特點是凹槽炮管（英语：Fluting (firearms)），以減輕重量，並協助冷卻。
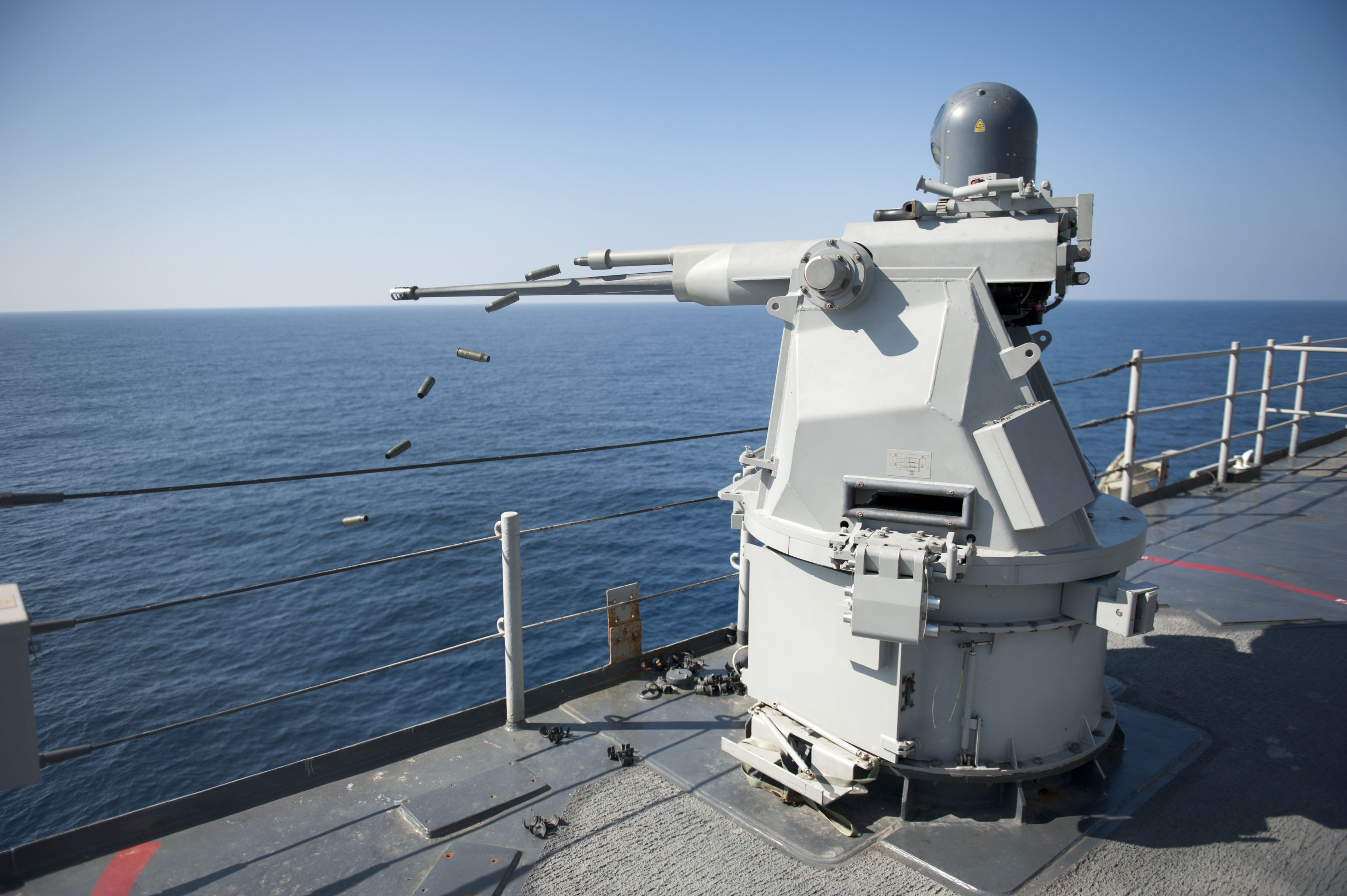
裝上美國海軍珍珠港號（英语：USS Pearl Harbor (LSD-52)）兩棲船塢登陸艦上的一台Mk 38 Mod 2 25毫米機炮系統正在拋出消耗了的彈殼。
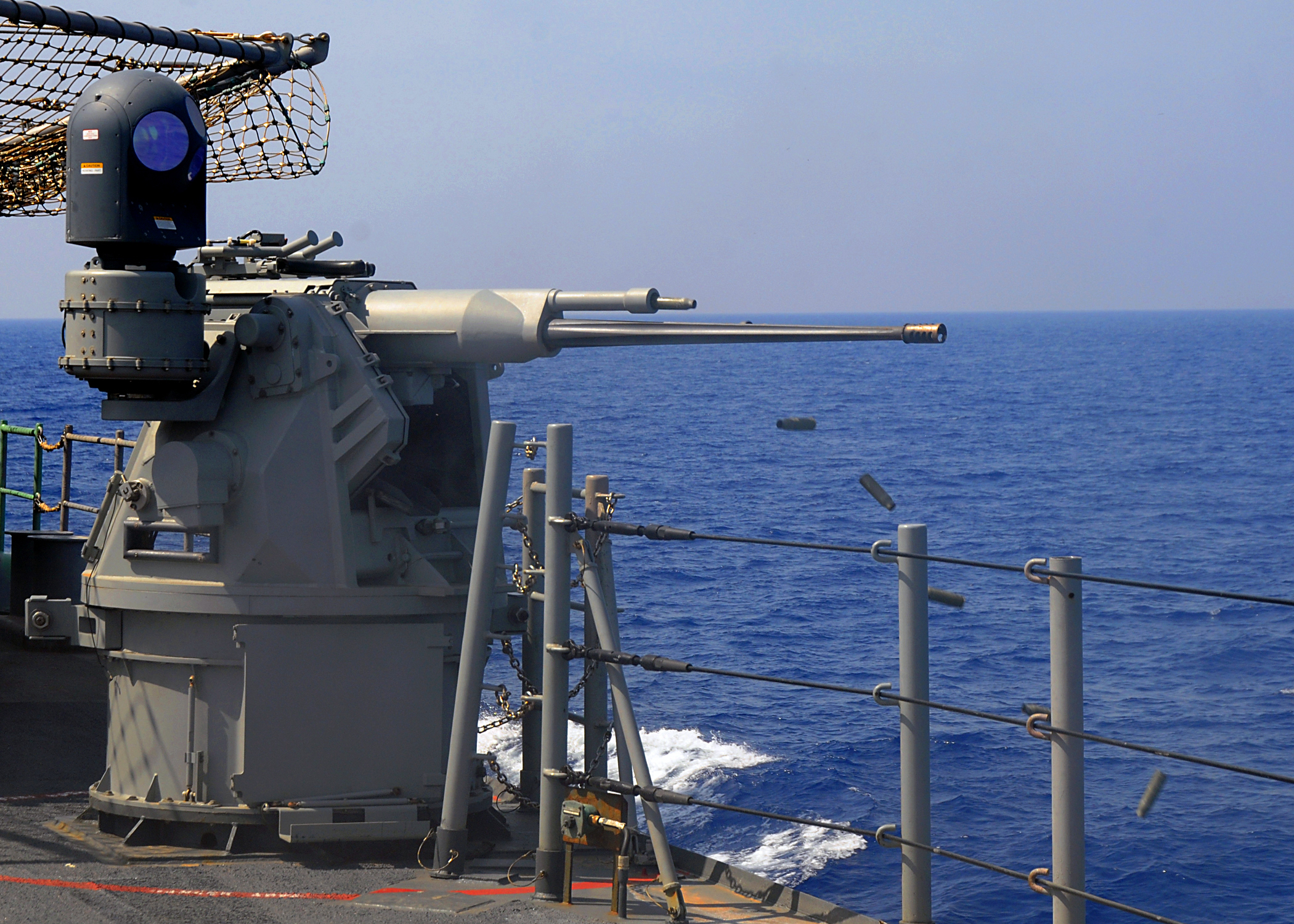
提康德羅加級韋拉灣號巡洋舰（CG-72）甲板以上的Mk 38 Mod 2。
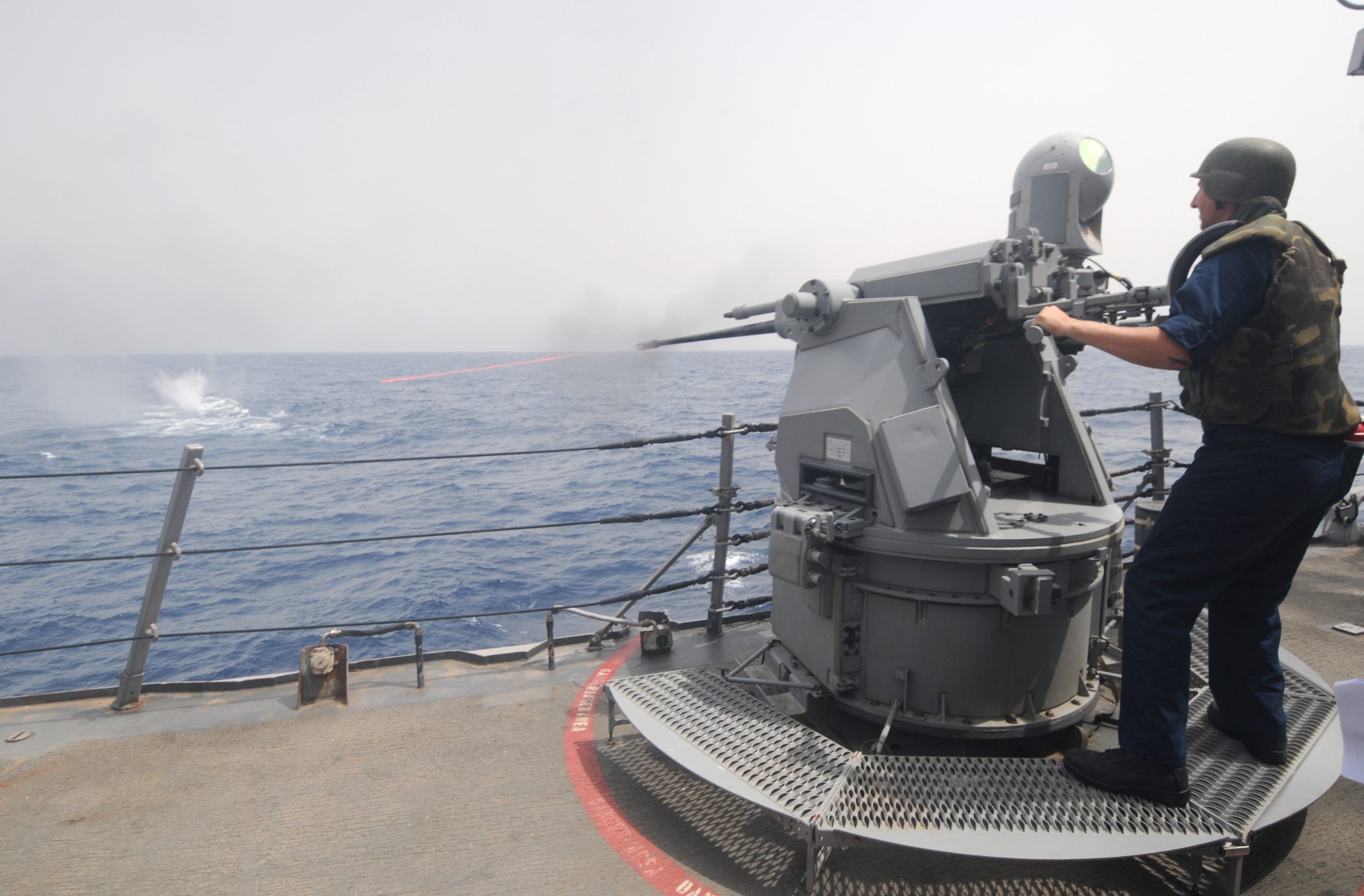
手動操作模式。

在2011年3月的合同後，英国宇航系统和波音公司將共同聯手，把定向能量武器加裝在Mk 38 Mod 2的炮架上，並且被命名為Mk 38 Mod 2戰術激光系統（英語：Tactical Laser System，簡稱：TLS）。該戰術激光系統結合了波音公司設計的固體激光器與由英国宇航系统所製造、現有的Mk 38炮架，以提供對快速水面及空中威脅，包括快艇和無人航空載具（英語：Unmanned Aerial Vehicle，簡稱：UAV）的高精度打擊能力。激光功率的水平可以取決於攻擊目標和任務目標以進行調整。

### Mk 38 Mod 3
2012年4月，英国宇航系统推出了Mk 38 Mod 3版本的炮架系統，該炮架是聯同拉斐爾所研發。這是在以前的版本以上加裝了隱形技術外殼，這外殼也在各種氣候中保護了機炮，並且可以通過大型檢修面板更容易知悉內部組件狀態。Mod 3裝有一門較M242大、讓系統射程增加500米的阿連特科技系統公司（ATK）Mk 44「巨蝮二式」30毫米機炮，另外搭配一挺白朗寧M2 .50口徑重機槍作為同軸機槍。Mk 38 Mod 3將射擊仰角提高到+75°以攻擊無人機和直升機，彈藥儲存量加大至可裝載420發30毫米機炮炮彈。其他功能還包括一個更大型的手動火控面板，專門用以鳴槍警告的偏置模式，和監視模式，可以讓機炮指離目標但EO傳感器保持指向在目標方向的監視模式。雖然它的通用化程度很高，並具有與先前的型號相同的蹤跡，Mod 3亦由於彈藥負載較大而加重20％。

## 使用國
- 中華民國：

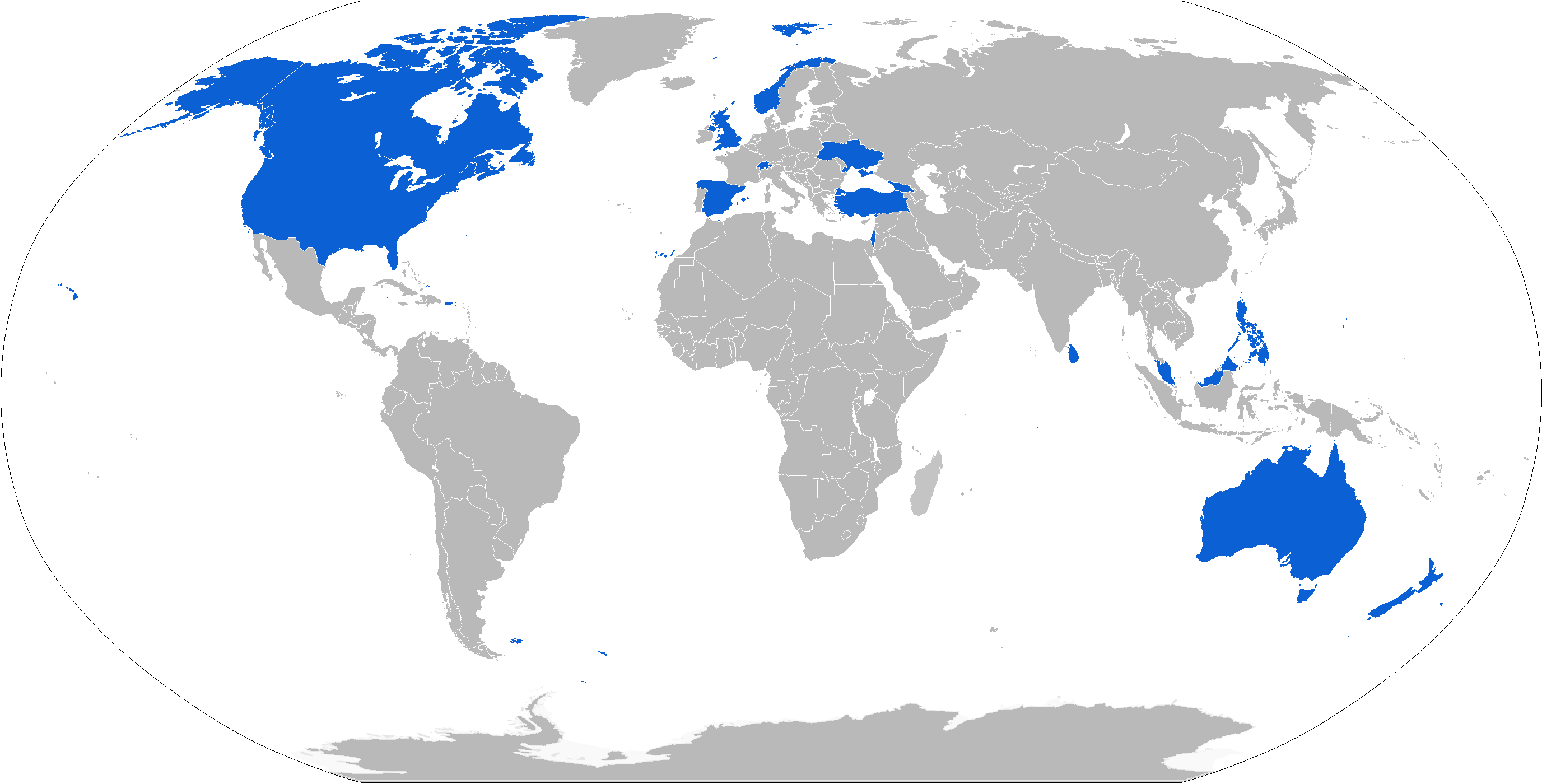
藍色為M242巨蝮式機砲的使用國。

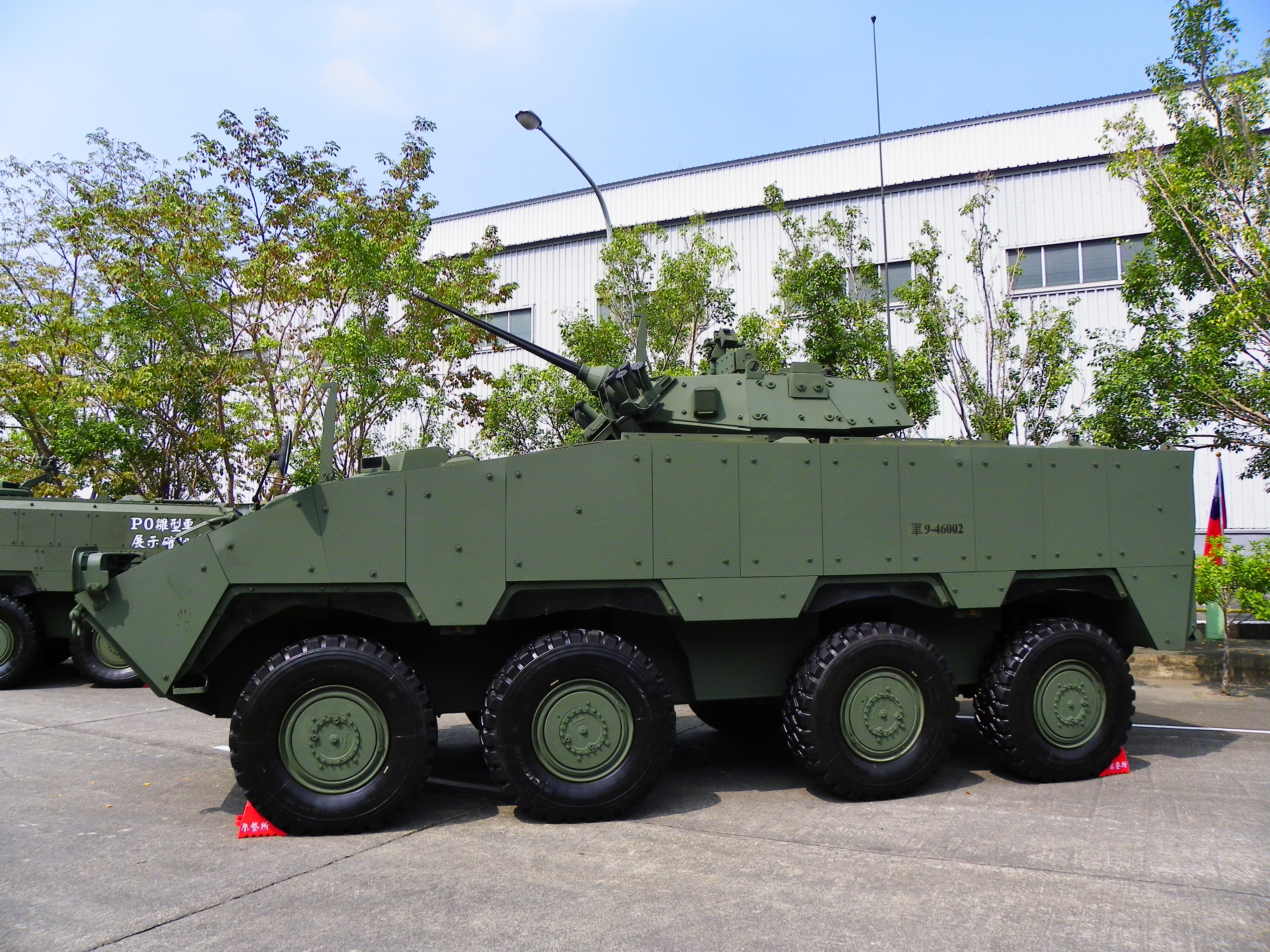
裝有M242巨蝮式鏈炮塔的雲豹裝甲車 P2 原型車

  - 陸軍：陸軍兵工整備發展中心研發的雲豹裝甲車 P2原型車的主要武器。
- [11]
  - 陸軍：ASLAV-25型偵察車
  - 海軍：阿米代爾級巡邏艇、霍巴特级驱逐舰
- 加拿大
  - 陸軍：狼式偵察車、LAV-3型裝甲運兵車
- 以色列
  - 海軍：超級德沃拉Mk III級巡邏艇、翠鳥級快速巡邏艇
- 马来西亚
  - 陸軍：ACV-300步兵戰車
- 新西兰
  - 陸軍：NZLAV型裝甲運兵車
  - 海軍：HMNZS坎特伯雷號（L421）多用途船和保護者級沿海巡邏艦
- 挪威
- 菲律賓
  - 陸軍：GKN辛巴AIFV
  - 海軍：葛雷戈里奧·德爾·皮拉爾級巡防艦、哈辛托級巡邏艦、馬里亞諾·阿爾瓦雷斯級近海巡邏艦以及何塞·安德拉達級巡邏艇
- 新加坡[2][6][8]
  - 陸軍：比奧尼克斯25步兵戰車和M113A2超級步兵戰車
  - 海軍：堅忍級兩棲登陸艦和可畏級多功能匿蹤巡防艦
- 西班牙
  - 陸軍：VEC-M1偵察車
- 斯里蘭卡[5]
- 瑞士
- 土耳其
- 英国
  - 海軍：灣級登陸艦
- 美国
  - 陸軍：M2／M3布雷德利步兵戰車
  - 海軍（Mk 38 Mod 0和Mk 38 Mod 2）：阿利·伯克級驅逐艦、提康德罗加级导弹巡洋舰、派里級巡防艦、黃蜂級兩棲突擊艦、塔拉瓦級兩棲突擊艦、惠德比岛级船坞登陆舰、哈珀斯费里級船塢登陸艦、奧斯汀級船塢登陸艦、藍嶺級兩棲指揮艦、飓风级沿海巡逻艇、Mark VI巡邏艇、小型水面作戰艦艇
  - 海軍陸戰隊：LAV-25裝甲車
  - 海岸警衛隊（Mk 38 Mod 0）：汉密尔顿级巡逻舰、哨兵级巡逻舰、島級巡邏艇、艾利斯·哈利號巡邏艇

## 流行文化
M242巨蝮式機砲同時出現在电影、电視劇、电脑游戏和动画裡，例如：

### 電影
- 2005年—（War of The Worlds）：安裝在LAV-25兩棲裝甲偵察車以上並且被美國海軍陸戰隊士兵所使用。
- 2005年—（XXX: State of the Union）：安裝在M2布雷德利裝步戰車以上。
- 2009年—（Transformers: Revenge of the Fallen）：安裝在M2布雷德利裝步戰車以上並且被美國陸軍增援部隊所使用。
- 2011年—（Battle: Los Angeles）：安裝在LAV-25兩棲裝甲偵察車以上並且被美國海軍陸戰隊士兵所使用。
- 2013年—（Man of Steel）：安裝在M2布雷德利裝步戰車以上並且被美國陸軍所使用。

### 電視劇
- 2005年—《那时那地》（Over There）：安裝在M2布雷德利裝步戰車以上。
- 2008年—《殺戮一代》（Generation Kill）：安裝在LAV-25兩棲裝甲偵察車以上並且被美國海軍陸戰隊第一偵察營所使用。
- 2014年—：安裝在美国海军导弹驱逐舰内森·詹姆斯号（USS Nathan James (DDG-151)）以上。

### 電子遊戲
- 1998年—（Half-Life）：安裝在M2布雷德利裝步戰車以上，不可使用。
- 2001年—（Operation Flashpoint: Cold War Crisis）：安裝在M2A1布雷德利裝步戰車以上並且被美國所使用。
- 2001年—（Ghost Recon）：安裝在M2A1布雷德利裝步戰車以上。
- 2005年—（Battlefield 2）：安裝在LAV-25兩棲裝甲偵察車（主駕駛武器）和M6布萊德利「線衛」裝甲防空車（主駕駛武器）以上並且被美國海軍陸戰隊和歐盟所使用。
- 2005年—《真實計劃》（Project Reality）：安裝在M2A2布雷德利裝步戰車（主駕駛武器）、LAV-25兩棲裝甲偵察車（主駕駛武器）和LAV-3裝步戰車（主駕駛武器）上並且被美國陸軍、美國海軍陸戰隊和加拿大軍隊所使用。
- 2005年—（Battlefield 2: Modern Combat）：安裝在M6布萊德利「線衛」裝步戰車（主駕駛武器）和LAV-300裝步戰車（主駕駛武器）上並且被美國海軍陸戰隊和歐盟所使用。
- 2007年—（Crysis）：安裝在北韓人民軍裝步戰車以上。
- 2007年—《冲突世界》（World in Conflict）：安裝在M2A2布雷德利裝步戰車以上並且被美國軍隊所使用。
- 2008年—（Battlefield: Bad Company）：安裝在M3A3布雷德利裝步戰車（主駕駛武器）以上並且被美軍於聯機模式中所使用。
- 2009年—（ArmA II）：安裝在LAV-25兩棲裝甲偵察車、M2A2布雷德利裝步戰車和M6布萊德利「線衛」裝甲防空車以上並且被美國海軍陸戰隊所使用。
- 2009年—（Operation Flashpoint: Dragon Rising）：安裝在LAV-25兩棲裝甲偵察車以上並且被美國海軍陸戰隊所使用。
- 2010年—（Battlefield: Bad Company 2）：安裝在M3A3布雷德利裝步戰車（主駕駛武器）以上並且被美軍所使用。
- 2010年—《2010》（Medal of Honor 2010）：安裝在M3布雷德利裝步戰車（主駕駛武器）以上並且被美軍於聯機模式中所使用。
- 2011年—（Homefront）：安裝在北韓和美軍的LAV-25兩棲裝甲偵察車以上。
- 2011年—（Battlefield 3）：安裝在LAV-25兩棲裝甲偵察車以上並且被美國海軍陸戰隊所使用。
- 2013年—（Battlefield 4）：安裝在LAV-25兩棲裝甲偵察車以上並且被美國海軍陸戰隊所使用。
- 2015年—《裝甲戰爭》（Armored Warfare）：安裝在M2A1布雷德利裝步戰車以上。

### 動漫
- 2006年—《FLAG》：安裝在LAV-25兩棲裝甲偵察車以上並且被聯合國軍所使用。

## 資料來源
1. ↑   (PDF).   [2013-04-01]. （原始内容存档 (PDF)于2012-03-25）.
2. 1 2   (新闻稿). 新加坡國防部（Ministry of Defence (Singapore)，MINDEF）. 1998年6月16日（最後更新：2010年6月12日）  [2010年10月28日]. （原始内容存档于2017年10月25日）.
3. ↑  . BAE系統公司.   [2010年10月24日]. （原始内容存档于2009-03-08）.
4. ↑   (PDF).   [2013-04-01]. （原始内容 (PDF)存档于2012-12-02）.
5. 1 2  Sri-Lanka learns to counter Sea Tigers’ swarm tactics, JANE’S NAVY INTERNATIONAL （页面存档备份，存于），由詹氏資訊集團提供。
6. 1 2  . 新加坡國防部（Ministry of Defence (Singapore)，MINDEF）. 2010年7月23日  [2010年9月15日]. （原始内容存档于2008年7月20日）.
7. ↑  . MINDEF. 2010年5月6日  [2010年9月15日]. （原始内容存档于2017年10月14日）.
8. 1 2  Muhammad Juffry, Bin Joihani. . Police Life Monthly (Singapore: 新加坡警察部隊). Jul/Aug 2009, 35 (7)  [2010年11月8日]. ISSN 0217-8699. （原始内容存档于2011年6月22日）.
9. ↑  BAE Putting Lasers on Mk 38 Naval Gun （页面存档备份，存于） - Defensetech.org, 25 July 2011
10. ↑  Boeing and BAE team up to develop laser weapon for the U.S. Navy （页面存档备份，存于） - Gizmag.com, 26 July 2011
11. ↑  Wertheim, Eric (编).  15th. Annapolis, MD: Naval Institute Press. 2007: 22  [2013-04-01]. ISBN 978-1-59114-955-2. OCLC 140283156. （原始内容存档于2013-06-05）.

## 外部連結
- （英文）—Alliant Techsystems (ATK): M242 Bushmaster （页面存档备份，存于）—manufacturer's brochure
- （英文）—Federation of American Scientists: M242 （页面存档备份，存于）
- （英文）—NavWeaps.Com: 25 mm/87 (1") Mark 38 Machine Gun System  （页面存档备份，存于）
- （英文）—U. S. Army Field Manual 3-22.1
- （英文）—Canadian-American Strategic Review: M242
- （英文）—weaponsystems.net—Bushmaster （页面存档备份，存于）
- （英文）—The Firearm Blog.com—Room for innovation: Could man-portable Chain Guns become a reality? （页面存档备份，存于）